# إغناثيو إيشفاريا
إغناثيو إيشفاريا (بالإسبانية: Ignacio Echevarría)‏ هو ناقد أدبي وكاتب إسباني، ولد في 1960 في برشلونة في إسبانيا.